# 阿布都克里木·纳斯尔丁
阿布都克里木·纳斯尔丁（維吾爾語：ئابدۇكېرىم نەسىردىن‎，1947年2月15日—2014年11月18日），新疆乌鲁木齐人，维吾尔族，油画艺术家，一级美术师，曾任新疆画院院长、新疆艺术学院教授等职。

## 生平
1947年2月15日，阿布都克里木生于新疆省迪化市（今新疆维吾尔自治区乌鲁木齐市）的一个中学教师家庭。阿布都克里木于1960年考入北京中央民族学院艺术系绘画专业预科，1963年升入中央民族学院艺术系绘画本科。1965年，被派往广西壮族自治区三江侗族自治县参加“社会主义教育运动”一年，为配合“阶级斗争”创作了大量以村史、家史为内容的幻灯片、组画、连环画等。1966年，文化大革命大串联期间到中国各地进行社会调查，并绘制了大量速写。1967年，大学本科毕业，在校待分配，配合社会运动创作漫画、宣传画等。1968年返回新疆，被派往南疆军区某部接受为期两年的解放军再教育，期间为配合“三忠于”活动绘制大量巨幅主席像。1970年正式分配工作，到《伊犁日报》社任美术编辑。1972年，被调到伊犁州展览馆任创作员，同年完成处女作《为革命放羊》。1977年，加入中国共产党。1978年9月，考入中央美术学院油画系研究生班，是当年研究生班里面唯一来自西北五省的学员，中央电影纪录片厂拍摄纪录片《克里木考上研究生》，在全国范围内放映。1980年到南疆各地为毕业创作收集素材，创作肖像画《母亲》《父亲》等，并完成研究生毕业作品《麦西来甫》。1981年7月，研究生毕业，是维吾尔族第一位油画专业的研究生，被分配到新疆画院任专业画家，同年加入中国美术家协会。1983年任新疆画院副院长，1987年获“国家一级美术师”职称，1988年至1989年在法国巴黎国际艺术城进修，并赴欧洲各国进行艺术考察，1997年任新疆画院院长。1998年因患视神经萎缩症而停止创作，2002年随着视力逐渐恢复重新开始作画。2005年4月至2007年4月，担任新疆艺术学院美术系教授、系主任，后担任名誉主任至2013年4月退休。
曾担任第六、七、八、九届全国美术作品展览油画评委，新疆油画学会主席，中国油画学会常务理事，中国美术家协会第四、五、六届全国代表大会代表，中央美术学院外聘硕士研究生导师，中国美术家协会第五、六、七届理事会理事，中国美术家协会油画艺术委员会委员，中华人民共和国第八届全国人民代表大会代表等。
2014年11月18日上午12时20分，阿布都克里木·纳斯尔丁因病医治无效在乌鲁木齐市逝世，享年67岁。

## 作品
1972年以来，阿布都克里木·纳斯尔丁创作的油画、粉画、壁画作品曾多次参加新疆、全国和国际的美展，并曾多次获奖。其作品在中国美术馆、中国油画博物馆、中央美术学院、意大利博洛尼亚艺术学院、北京人民大会堂、新疆人民会堂等收藏。阿布都克里木·纳斯尔丁曾先后在北京、巴黎、阿拉木图、比什凯克、香港、博罗尼亚和乌鲁木齐等地举办个人画展。
阿布都克里木·纳斯尔丁的代表作品有《麦西来甫》、《哈密麦西来甫》、《多郎麦西来甫》、《农民的喜悦——麦西来甫》、《摇篮曲》、《于田人》、《母亲》、《女儿》、《夏提古丽》、《古道集市》、大型壁画《天山之春》、大型壁画《东归》、《民族大团结万岁》等，其中《麦西来甫》是阿布都克里木在中央美术学院研究生班的毕业创作。

## 荣誉
2010年4月27日，阿布都克里木·纳斯尔丁在全国劳动模范和先进工作者表彰大会上获得“全国先进工作者”荣誉称号。
阿布都克里木·纳斯尔丁还曾获得“国家有突出贡献中青年专家”、“新疆维吾尔自治区有突出贡献优秀专家”等荣誉称号，享受“国务院特殊津贴”。

## 评价
中国美术家协会会员、新疆美术家协会副主席、新疆国画院副院长、国家一级美术师吐尔地·依明称阿布都克里木是“在中国、国际上都很有影响力的画家”，其画展在国内外都曾受到很高评价，同时为新疆的美术发展培养了大量的人才。新疆画院副院长孙黎明称阿布都克里木“即是杰出的画家，也是优秀的教育家”，认为他的画作风格鲜明写实，做到了维吾尔族传统、民间艺术文化与油画的结合，是新疆油画的开拓者、建设者、推动者，其作品走上国际为宣传新疆做出了贡献。新疆国画院秘书长魏宝山称阿布都克里木为新疆油画在全国性大展中不断获奖奠定了基础。哈萨克族画家娜乌拉·加汗称阿布都克里木是“可遇不可求的天才级艺术家”，是新疆绘画历史上的一座丰碑。

## 相关
有报道称阿布都克里木曾于2005年被邀请为“世界教科文卫组织专家成员”，且于同年被世界教科文卫组织授予百位中外专家首批特殊贡献“金色勋章”。但世界教科文卫组织在2005年就已经被发现为诈骗团伙所虚构的组织。
根据韩子勇回忆，阿布都克里木的汉族朋友常称呼其为“老克”、“克老师”或“克院长”。

## 备注
1. ↑  讣告称“享年68岁”[5]